# Paolo Viganò
Paolo Viganò (né le 11 février 1950 à Seregno en Lombardie et mort le 22 mai 2014) est un joueur de football italien, qui évoluait au poste d'arrière gauche.

## Biographie
Il joue en Serie A sous les couleurs de la Juventus, de la Roma et de Palerme, jouant en tout 28 matchs en première division.
Avec les turinois, il fait ses grands débuts le 12 novembre 1969 lors du match Hertha Berlin-Juventus (3-1) en Coupe des villes de foires 1969-1970.
Il rejoint ensuite la Roma jouant avec Fausto Landini, Luciano Spinosi et Fabio Capello. Avec les giallorossi, il ne dispute qu'un seul match, en championnat de Serie A 1970-1971 contre le Torino.
Il dispute également six championnats de Serie B avec Monza, Palerme et Brescia, jouant au total 155 matchs et inscrivant 2 buts.